# João Palhinha
João Maria Lobo Alves Palhinha Gonçalves (* 9. července 1995, Lisabon) je portugalský profesionální fotbalista, který hraje na pozici defensivního záložníka za anglický klub Fulham FC a za portugalský národní tým .
Od roku 2017 hrál za portugalský Sporting CP, odkud odešel na hostování do Moreirense, Belenensesu a Bragy. Po návratu do Sportingu se stal hráčem základní sestavy a byl klíčovým hráčem týmu, s nímž vyhrál portugalskou ligu v sezóně 2020/21. V červenci 2022 přestoupil do Fulhamu za 20 milionů liber.
Na reprezentační scéně Palhinha debutoval za Portugalsko v roce 2021. Byl také součástí týmu na Euru 2020

## Klubová kariéra

### Sporting CP
Jako rodák z Lisabonu se ve věku 17 let v roce 2012 připojil k mládežnickému týmu místního Sporting CP. Svůj první profesionální zápas odehrál s B týmem, poprvé nastoupil jako náhradník při domácí výhře 3ː2 proti Portimonense v Segunda Liga dne 3. února 2014.
Palhinha vstřelil svůj první seniorský gól stále ve druhé lize 4. dubna 2015, kdy svou hlavičkou přispěl k domácímu vítězství 3:1 nad Leixões. Od července 2015 do ledna 2017 byl na hostování v prvoligových klubech Moreirense a Belenenses.
Následně se vrátil na Estádio José Alvalade, kde debutoval v soutěži dne 21. ledna 2017 remízou 2:2 na hřišti Marítimo. Svůj první gól za ně vstřelil 12. října téhož roku a dva góly při venkovní výhře 4ː2 nad Oleiros v Taça de Portugal.
Palhinha strávil následující dvě sezóny hostováním v týmu Braga. Během svého působení se objevil v 76 zápasech, a pomohl svému týmu ke třetímu místu v sezóně 2019/20. Vstřelil také jediný gól v zápase proti Benfice Lisabon, což byla první výhra Bragy nad Benficou za 65 let.
V sezóně 2020/21 byl znovu začleněn do hlavního týmu Sportingu, odehrál nakonec 32 utkání a přispěl k ligovému vítězství. Spolu s pěti svými spoluhráči byl jmenován do týmu roku Primeira Ligy.
V sezóně 2021/22 čelil Palhinha tvrdé konkurenci ze strany nováčka v týmu Manuela Ugarteho. Během svého působení odehrál 95 oficiálních zápasů a sedmkrát skóroval.

### Fulham FC
Dne 4. července 2022 Palhinha podepsal pětiletou smlouvu s Fulhamem na 20 milionů liber. V anglické Premier League debutoval 6. srpna, kdy odehrál celý domácí remízový zápas 2:2 proti Liverpoolu. Svůj první gól vstřelil o 14 dní později a pomohl Fulhamu porazit Brentford 3:2.

## Reprezentační kariéra
Palhinha reprezentoval Portugalsko na úrovních do 18 let, 19 a 20 let. V březnu 2021 byl poprvé povolán do národního týmu na kvalifikační zápasy Mistrovství světa ve fotbale 2022 proti Ázerbájdžánu, Lucembursku a Srbsku. Poprvé nastoupil jako náhradník Rúbena Nevese do vítězného zápasu proti Ázerbájdžánu 1:0 v Turíně. Svůj první gól vstřelil ve vítězném zápase 3:1 s Lucemburskem.
Palhinha byl také v národním výběru pro Euro 2020, kde hrál ve skupinovém zápase proti Francii (2:2) a v osmifinálovém zápase proti Belgii (prohra 0:1).

## Osobní život
Palhinha je ženatý, se ženou Patricií očekávají v listopadu 2022 narození prvního dítěte.